# Oreobliton
Genre
Espèce
Oreobliton est un genre monotypique de plantes de la famille des Amaranthaceae : il comprend une seule espèce, Oreobliton thesioides, originaire d'Afrique du Nord.

## Taxinomie
Le genre Oreobliton fut décrit par Durieu et Moq.  et publié dans la revue  Revue Botanique; Recueil Mensuel,  2: 428. 1847.

### Liste des espèces et sous-espèces
Selon GRIN (22 juin 2014) :
- Oreobliton thesioides Durieu & Moq.

Selon NCBI (22 juin 2014) :
- Oreobliton thesioides
  - sous-espèce Oreobliton thesioides subsp. thesioides

Selon The Plant List (22 juin 2014) :
- Oreobliton thesioides Durieu & Moq.

Selon Tropicos (22 juin 2014) :
- Oreobliton thesioides Durieu & Moq. ex Durieu